# Vaniity
Vaniity (født 26. juli 1973 i Uruapan, Mexico) er en amerikansk transseksuel pornoskuespiller af mexicansk oprindelse.
Vaniity blev født i Uruapan, Mexico den 26. juli 1973. Hendes familie emigrerede til Sunnyvale i det nordlige Californien, da hun var syv år gammel. Vaniity kommer fra en stor familie, hun har seks brødre og fire søstre. Hun er af P'urhepecha afstamning, P'urhepecha er en gruppe af de oprindelige folk, som var centreret i den nordvestlige region Michoacán, Mexico.
I følge Vaniity var hun en feminin dreng, der ubevidst vidste, at han ville vokse op til at blive en pige, "Jeg drømte om at være en slags "Wonder Woman", jeg har altid beundret stærke kvinder, især brunette kvinder, jeg gik i hemmelighed med mine søstres kjoler, og legede åbenlyst med Barbies, lige ledes legede jeg at jeg var make-up artist og mode-konsulent for min mor og søster."
Vaniity er i øjeblikket en pre-op transkvinde og planlægger ikke at få en kønsskifteoperation. hovedårsag til denne beslutning er frygten for, at hun vil miste køns-følelsen og aldrig kunne få en orgasme igen. Vaniity har ved siden af hendes karriere som porno-skuespillerinde lige ledes optrådt i The Man Show, Pornucopia, The Howard Stern Show og Sexcetera. 
Hendes AVN-sejr i 2013 for Årets Transseksuelle Performer markerede anden gang, hun tog trofæet hjem, næsten et årti efter at have blevet den første modtager nogensinde af denne pris i 2004, da denne pris for første så dagens lys ved "The AVN Award Show" i 2004.

## karriere
Vaniity har spillet med i mere 70 film og videoer og har bl.a. arbejdet for produktionsselskaber som Devil's Film, Evil Angel, og Kink.com

## Priser
- 2004 AVN Award for Transsexual Performer of The Year[2]
- 2007 AVN Award for Transsexual Performer of the Year (nomineret)[3]
- AVN Award nomination for Virtual Vanity, den første interaktive transseksuelle DVD.
- 2011 Tranny Award for Lifetime Achievement
- 2013 AVN Award for Transsexual Performer of The Year
- 2013 AVN Hall of Fame inductee